# Мискет червен
Мискет червен е стар местен български винен сорт грозде.
Разпространен е в цялата страна. Промишлени насаждения от него има в Сунгурларската и Просенишката долина, Карловския и Варненския район, където е и райониран, и на по-малки площи – в Старозагорско, Сливенско, Ямболско и Врачанско.
Познат е и с наименованията Ромащина (Търновско), Търнова (Шуменско), Синя теменуга (Врачанско), Турска ружица (Сърбия).
Късно зреещ винен сорт с много добра родовитост. Гроздето му узрява през втората половина на септември. Развива се добре и дава добри резултати на скелетни почви по хълмовете. Подходящи за сорта са хълмистите и проветриви терени. Има среден растеж, добра родовитост и среден добив. Склонен е към изресяване. Чувствителен е на гниене. По устойчивост на измръзване този сорт заема първо място сред местните сортове и превъзхожда редица чужди винени сортове. Недостатъчно устойчив на сиво гниене.
Гроздът е средно голям, цилиндрично-коничен, понякога с едно или две крила, полусбит до сбит. Зърната са средно едри, сферични, с приятен вкус и слаб мискетов аромат. Кожицата е средно дебела, жилава, розово-червена, със слаб виолетов оттенък, с восъчен налеп, напръскана с характерни тъмни точици. Месото е сочно, сладко, с приятен мискетов аромат.
Мискет червен е сорт за получаване на висококачествени бели мискетови вина, но гроздето се използва и за консумация в прясно състояние. Гроздето натрупва 18 – 21 % захари, 5,4 – 6 г/куб. дм титруема киселинност, за подобряването на която се прибягва до купажиране с други сортове. Вината имат сламеножълт цвят, хармоничен вкус и приятен фин мискетов аромат. При купажиране със сортовете „Димят“ и „Ризлинг италиански“ се получават прочутите бели сухи евксиноградски вина.